# 日本大道院純陽宮
日本大道院純陽宮是位於日本千葉縣香取郡神崎町的一座玄門寺廟。玄門是與道教有關的一個新興宗教。根據純陽宮官方網站，玄門於1976年在台南縣關廟郷無極混元玄樞院成立，目前的總壇是台中縣和平郷谷關大道院。日本大道純陽宮供奉玄玄上人、木公老祖和瑤池老母三尊神靈。

## 在日本的活動
雖然大多數信眾是台灣人，但也歡迎日本人來參觀，網站上說「日本大道院純陽宮是一個任何人都可以禮拜和修行的寺廟」。純陽宮為遊客和信徒提供免費的素食。
在與當地社區的關係方面，純陽宮在神崎町的酒廠活動中開設了一家素食餐廳，為東日本大地震和日本其他災害的受害者誦經祈願求平安，並向當地政府捐款。

## 歷史
根據官方網站的介紹，其歷史如下。
1980年，在千葉縣成田市建立了「東京伊能純陽宮」，2003年遷至千葉縣香取郡神崎町，並更名為「日本大道院純陽宮」。

## 外部連結
- 官方网站
- 日本大道院純陽宮的X（前Twitter） （日語）
- 中華玄門総会 （页面存档备份，存于）

35°52′50″N 140°24′24″E / 35.88056°N 140.40667°E